# Девлет IV Ґерай
Девлет IV Ґерай  (1730–1780) — кримський хан у 1769—1770 та 1775—1777 рр. з династії Ґераїв. Син Арслана Ґерая.
Головним завданням, поставленим султаном перед Девлетом IV Ґераєм в його перше правління, була участь хана в турецько-російській війні, що почалася недавно. Девлет IV став збирати військо, але, як виявилось, далеко не всі в Кримському ханстві були зацікавлені в успіху кампанії. Деякі беї вирішили отримати вигоду із ситуації, в якій росіяни перемагали над османами. Ці люди вступили в таємні переговори з Росією і фактично зірвали мобілізацію війська. У результаті ханська участь у війні виявилася малорезультативною для турків і правитель позбувся трону за звинуваченням у бездіяльності.
У 1773 р. був посланий султаном для звільнення Кримського ханства, зайнятого Долгоруковим.
Через Кавказ і Керч увійшов до Криму і запанував там замість Сахіба II Ґерая, підтримуваного російськими військами. Вимагав від султана розірвати укладений з Росією договір про незалежність Криму й узяти Крим під свій захист. Стамбул, побоюючись нової війни з Петербургом, не зважився на це.
У 1777 р. російський ставленик Шагин Ґерай на чолі ногайських військ і за сприяння російської армії зайняв Крим. До нього схилилися також кримські беї, які боялися, що Девлет IV Ґерай покарає їх за підтримку Сахіба II Ґерая.
Залишив Крим і поселився в м. Візі, де згодом і помер.